# Bracha Ettinger

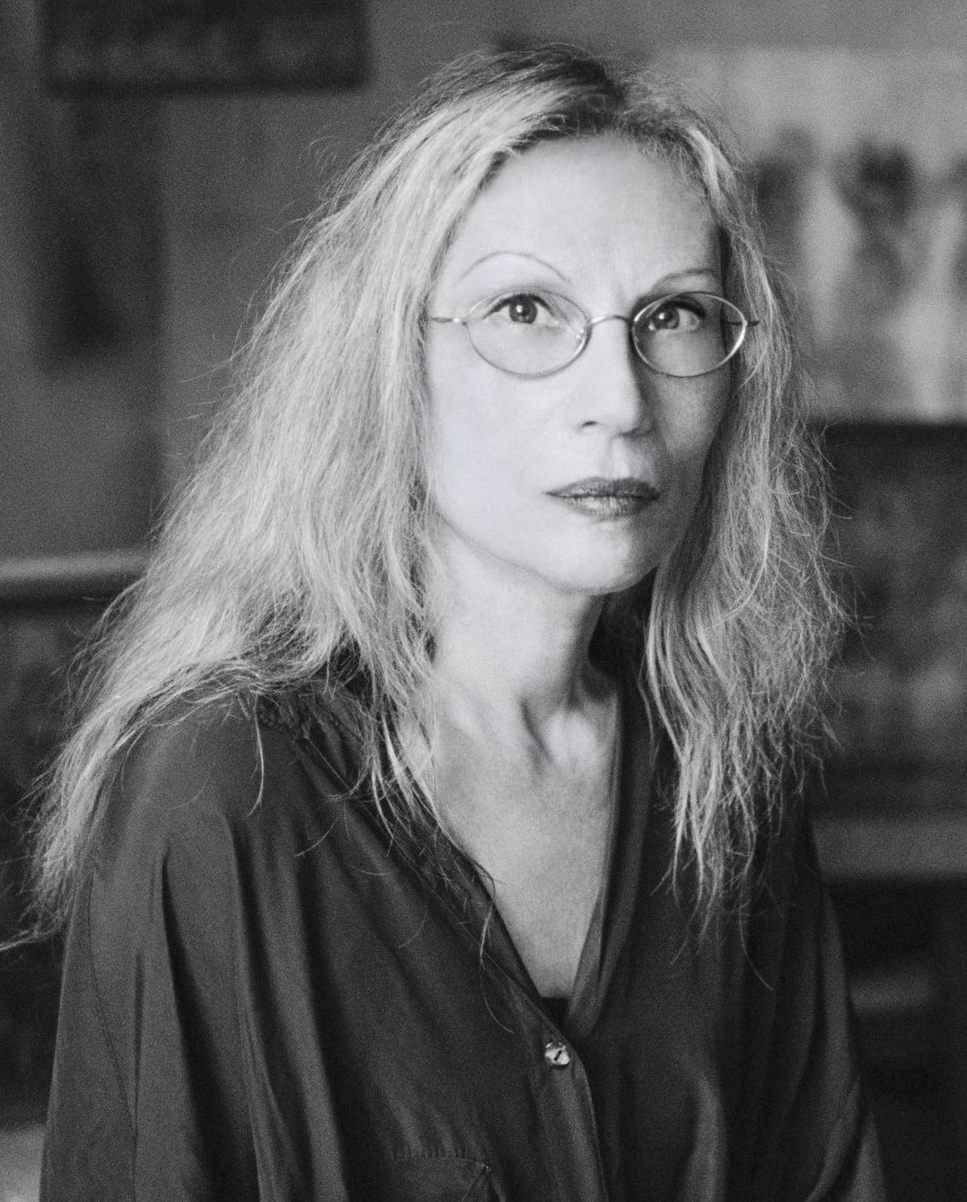
Bracha Ettinger (2009)

Bracha Lichtenberg Ettinger (hebräisch ברכה ליכטנברג-אטינגר; * 23. März 1948 in Tel Aviv, Völkerbundsmandat für Palästina) ist eine israelische Künstlerin, Malerin, Fotografin, Theoretikerin und Psychoanalytikerin. Sie wohnt in Paris und Tel Aviv und arbeitet sowohl im künstlerischen als auch im akademischen Bereich meistens in Europa.

## Leben
Bracha Ettinger erlangte 1975 ihren M.A. in Klinischer Psychologie an der Hebräischen Universität Jerusalem. Nach ihrem Abschluss zog sie nach London, wo sie zwischen 1976 und 1979 am London Centre of Psychotherapy, der Tavistock Clinic und der Philadelphia Association mit Ronald D. Laing lehrte und arbeitete. 1979 kehrte sie nach Israel zurück und arbeitete am Shalvata Hospital.
Ettinger, die seit ihrer frühen Kindheit malte und zeichnete, entschied sich, sich völlig der Malerei zu widmen und zog nach Paris, wo sie zwischen 1981 und 2003 lebte und arbeitete. Während ihrer Zeit in Paris erlangte Bracha Ettinger 1987 einen D.E.A. in der Psychoanalyse an der Universität Paris VII (Paris-Diderot) und 1996 einen Ph.D. in Ästhetik an der Universität Paris VIII (Vincennes-Saint Denis).
Ihre Gemälde erlangten die Aufmerksamkeit verschiedener Kuratoren in französischen Museen und wurden in verschiedenen Museen ausgestellt. Bracha Ettingers Kunst hat Kunsthistoriker (unter ihnen die bekannte Kunsthistorikerin Griselda Pollock) und Philosophen (wie Jean-François Lyotard und Christine Buci-Glucksmann) inspiriert, die ihren Gemälden mehrere Aufsätze gewidmet haben.
Bracha Ettinger war Gastprofessorin (1997–1998) und dann Forschungsprofessorin (1999–2004) in Psychoanalyse und Ästhetik an der School of Fine Art, History of Art und Cultural Studies der University of Leeds. Seit 2001 ist sie ebenfalls Gastprofessorin in Psychoanalyse und Ästhetik an der AHRC Centre for Cultural Analysis, Theory and History (jetzt: CentreCATH). Ettinger ist Distinguished Professor für Philosophie am GCAS College in Dublin
und hat eine Professur für Psychoanalyse und Kunst an der European Graduate School (EGS).
2003 ist sie zeitweise nach Israel zurückgekehrt und war bis 2006 Lektorin an der Bezalel Academy of Arts and Design in Jerusalem.
Ettinger war Mitglied der Findungskommission zur Entscheidung über die kuratorische Leitung der documenta 16 im Jahr 2027. Am 11. November 2023 teilte sie per Brief ihren Austritt aus diesem sechsköpfigen Gremium mit; darin erwähnte sie ihre Verzweiflung über den Krieg in Israel und Gaza, aber auch, dass ihre Bitte nach Verlangsamung des Vorbereitungsprozesses zu wenig berücksichtigt worden sei.

## Ausstellungen

### Einzelausstellungen
- 1987: Centre Georges Pompidou, Paris
- 1988: Musée des Beaux-Arts et de la Dentelle de Calais, Calais
- 1992: Goethe-Institut, Paris
- 1992: Le Nouveau Muséem, IAC – Institut d’art contemporain, Villeurbanne
- 1993: Galerie d’Art Contemporain du Centre Saint-Vincent, Herblay
- 1993: The Museum of Modern Art (MOMA), Oxford
- 1993: The Russian Ethnography Museum in St. Petersburg, Russia
- 1994: Kanaal Art Fondation, Béguinage, Kortrijk
- 1994: The Leeds Metropolitan University Gallery, Leeds
- 1995: Israel Museum, Jerusalem
- 1996: Pori Art Museum, Finland
- 2000: Centre for Fine Arts (The Palais des Beaux Arts), Brussels
- 2001: The Drawing Center, NY
- 2003: Gerwood Gallery, Universität Oxford, Oxford
- 2003: La librairie, Les Abattoirs, Toulouse
- 2009: Freud Museum, London
- 2009: Kuvataideakatemia/Finnish Academy of Fine Arts, Helsinki
- 2010: Fundació Antoni Tàpies, Barcelona
- 2021: Bracha's Notebooks Castello di Rivoli, Rivoli, Italy

### Gruppenausstellungen
- 1990: Tel Aviv Museum of Art (Feminine Presence)[5]
- 1991: Tel Aviv Museum of Art (Israeli Art Now)
- 1992: Israel Museum, Jerusalem (Routes of Wandering)[6]
- 1996: Whitechapel Art Gallery, London[7]
- 1997: Art Gallery of New South Wales, Sydney[8]
- 1997: Art Gallery of Western Australia, Perth
- 1997: National Museum of Women in the Arts, Washington
- 1997: Stedelijk Museum, Amsterdam
- 1997: Institute of Contemporary Art (ICA) Boston
- 1997: Museum for Israeli Art, Ramat-Gan
- 1997: Centre Georges Pompidou, Paris[9]
- 1998: Haifa Museum & Theater [Women Artists in Israeli Art (the Nineties)]
- 1999: Villa Medici, Roma[10]
- 1999: Israel Museum, Jerusalem (Voices from Here and There [Mar’ee Makom, Mar’ee Adam])
- 2003: Gothenburg Museum of Art, Aletheia
- 2005: Art project at the Universities of Helsinki, Moscow, Novosibirsk, Beijing and in the Trans-Siberian train
- 2006: Kiasma Museum of Contemporary Art, Helsinki
- 2006–2007: The Royal Museum of Fine Arts, Antwerp[11]
- 2008: Herzliya Museum of Contemporary Art (Eventually we’ll Die. Young Art of the Nineties)[12]
- 2008: Lokaal 01, Breda (The Aerials of Sublime Transscapes)
- 2010: Centre Georges Pompidou, Paris